# Albert Abraham Michelson
Albert Abraham Michelson   (Strzelno, 19 de desembre de 1852 - Pasadena, 9 de maig de 1931) fou un físic estatunidenc d'ascendència judeo-polonesa, guanyador del Premi Nobel de Física l'any 1907 i conegut pels seus treballs sobre la velocitat de la llum.
Va ser el fundador i el primer cap dels departaments de física de la Case School of Applied Science (ara Case Western Reserve University ) i la Universitat de Chicago.

## Biografia
Nasqué el 19 de desembre de 1852 a la ciutat de Strzelno, Posen, Regne de Prússia (actual Strzelno, Polònia),  i que actualment forma part de Polònia, de pares jueus,  de Samuel Michelson i Rozalia Przylubski.
Es va traslladar als EUA amb els seus pares el 1855, amb dos anys, establint-se primer a Nova York. Va créixer a les ciutats mineres de Murphy's Camp, Califòrnia, i Virginia City, Nevada, on el seu pare era comerciant. La seva família no era religiosa, i el mateix Michelson va ser un agnòstic de tota la vida.
Va passar els anys de secundària a San Francisco a casa de la seva tia, Henriette Levy (de soltera Michelson), que era la mare de l'autora Harriet Lane Levy. La seva germana era la novel·lista Miriam Michelson .
Als 17 anys va entrar en l'Acadèmia Naval dels Estats Units a Annapolis, Maryland, on començà a interessar-se per la ciència. El president Ulysses S. Grant va concedir a Michelson un nomenament especial a l'Acadèmia Naval dels EUA el 1869. Durant els seus quatre anys com a guardiamarina a l'Acadèmia, Michelson va destacar en òptica, calor, climatologia i dibuix tècnic.
Després de graduar-se el 1873 i dos anys al mar, va tornar a l'Acadèmia Naval el 1875 per convertir-se en instructor de física i química fins al 1879.
Michelson estava fascinat amb les ciències, i el problema de mesurar la velocitat de la llum en particular. Mentre estava a Annapolis, va dur a terme els seus primers experiments sobre la velocitat de la llum, com a part d'una demostració de classe el 1877. El seu experiment d'Annapolis es va perfeccionar, i el 1879, va mesurar la velocitat de la llum en l'aire a 299.864±51 quilòmetres per segon, i va estimar la velocitat de la llum en el buit en 299.940 km/s, o 186.380 mi/s.
El 1879, va ser destinat a l'Oficina d'Almanac Nàutic, Washington (part de l'Observatori Naval dels Estats Units ), per treballar amb Simon Newcomb.
L'any següent va obtenir una excedència per continuar els seus estudis a Europa. Va visitar les universitats de Berlín i Heidelberg, i el Collège de France i l'École Polytechnique de París.
Després de dos anys d'estudis a Europa, va renunciar a la Marina el 1881.
Interessat en la velocitat de la llum, el 1883 va acceptar una plaça de professor de física a la Case School of Applied Science de Cleveland, on va projectar un interferòmetre millorat.
El 1887 ell i Edward Morley van dur a terme el famós experiment de Michelson-Morley que no va poder detectar proves de l'existència de l'èter luminífer. Més tard va passar a utilitzar interferòmetres astronòmics en la mesura dels diàmetres estel·lars i en la mesura de les separacions d'estrelles binàries.
El 1892 Michelson, després del seu pas com a professor de Física per la Clark University de Worcester (Massachusetts), fou nomenat el 1889 Cap del Departament de Física de la nova Universitat de Chicago, càrrec en el qual va romandre fins que es va jubilar l'any 1929. El 1902, va ser elegit membre de la American Philosophical Society.
Entre 1923 i 1927 va ser president de l'Acadèmia Nacional de Ciències.
El 1907 es va convertir en el primer estatunidenc que va obtenir el Premi Nobel de Física pels seus treballs al voltant de la velocitat de la llum. També va guanyar la medalla Copley el 1907, la medalla Henry Draper el 1916 i la medalla d'or de la Royal Astronomical Society el 1923. Un cràter de la Lluna porta el seu nom.
Va tornar al servei militar en els últims mesos de la Primera Guerra Mundial com a tinent comandant a la Reserva Naval, servint a l'Oficina d'Artilleria. Va ser ascendit a comandant a la reserva el maig de 1919 i va ser recordat breument al servei actiu al 9è Districte Naval abans de ser alliberat del servei el 30 de setembre de 1921.
Va morir el 9 de maig de 1931 a la ciutat californiana de Pasadena a l'edat de 78 anys.
Les residències de la Universitat de Chicago van recordar Michelson i els seus èxits dedicant la Casa Michelson en el seu honor. Case Western Reserve li ha dedicat una casa Michelson, i Michelson Hall (un edifici acadèmic d'aules de ciències, laboratoris i oficines) de l'Acadèmia Naval dels Estats Units també porta el seu nom. El laboratori Michelson de la Naval Air Weapons Station China Lake a Ridgecrest, Califòrnia, porta el seu nom. Hi ha una pantalla a l'àrea d'accés públic del laboratori que inclou facsímils de la medalla del Premi Nobel de Michelson, el document del premi i exemples de les seves xarxes de difracció. El 2017, un centre de recerca de física recentment renovat de la Universitat de Chicago també va ser rebatejat en honor a Michelson.
S'han creat nombrosos premis, conferències i honors en nom d'Albert A. Michelson. Alguns dels premis i conferències actuals nomenats per Michelson són els següents: el premi i conferència Bomem-Michelson que la Coblentz Society presenta anualment fins al 2017; el Michelson–Morley Award and Lecture, juntament amb la Michelson Lecture Series, i el Michelson Postdoctoral Prize Lectureship, tots els quals són impartits anualment per la Case Western Reserve University; el premi AA Michelson que atorga cada any el Computer Measurement Group; el Premi Albert A. Michelson atorgat per la Lliga de la Marina dels Estats Units; i el Michelson Memorial Lecture Series presentat anualment per la Divisió de Matemàtiques i Ciència de l'Acadèmia Naval dels EUA.

### Família
El 1877 Michelson es va casar amb Margaret Hemingway, filla d'un agent de borsa i advocat ric de Nova York i neboda del seu comandant William T. Sampson. Van tenir dos fills i una filla.
El 1899 es va casar amb Edna Stanton. Van criar tres filles.
És besoncle del físic Peter Michelson.

## Interferometria
El 1887 va col·laborar amb el seu col·lega Edward Morley en l'experiment Michelson-Morley. El seu experiment sobre el moviment relatiu esperat entre la Terra i l'èter, l'hipotètic mitjà en el qual se suposava que viatjava la llum, va dur a resultats nuls. És pràcticament segur que Albert Einstein fou coneixedor del treball, la qual cosa el va ajudar molt a acceptar la teoria de la relativitat.
Michelson va crear també un interferòmetre per a amidar amb gran precisió la longitud del metre basant-se en les longituds d'ona d'una de les línies espectrals d'un gas establint així un patró de mesura universal.

## La velocitat de la llum

### Primers mesuraments

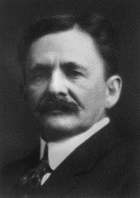
Albert Abraham Michelson l'any 1907

El 1877, quan encara era oficial de la Marina dels Estats Units, Michelson va començar a estudiar una millora del mètode per a amidar la velocitat de la llum basat en miralls rotatius, sistema que havia inventat Léon Foucault, utilitzant instruments òptics millors i de major grandària. Va portar a terme uns quants mesuraments preliminars amb equips improvisats en gran manera el 1878, període en el qual els seus treballs van cridar l'atenció de Simon Newcomb, director del Nautical Almanac Office. Michelson va publicar els seus resultats de 299.910±50 km/s l'any 1879 abans d'unir-se a l'equip de Newcomb, a Washington DC, iniciant-se des d'aquell moment una llarga col·laboració professional.
Simon Newcomb, una vegada va obtenir finançament per al seu projecte, va arribar al valor de 299.860±30 km/s, pràcticament en el límit de l'interval proposat per Michelson, el qual va seguir treballant i afinant el seu mètode, publicant l'any 1883 un mesurament de 299.853±60 km/s.

### El Mont Wilson, 1926
El 1906, I. B. Rosa i N. I. Dorsey del National Bureau of Standards van utilitzar un nou mètode elèctric i van obtenir un valor de la velocitat de la llum de 299.781±10 km/s. A pesar que, com es va demostrar més endavant, aquest resultat estava fortament condicionat per la inseguretat en les característiques dels materials elèctrics de l'època aquest mesurament va iniciar una tendència al mesurament de valors a la baixa.
A partir de 1920 Michelson va començar a planificar un mesurament definitiu des de l'Observatori del Mont Wilson, usant una línia de mesura fins a la Lookout Mountain, un cim rellevant a unes 22 milles de distància.
El 1922, el Coast and Geodetic Survey va iniciar dos anys de laboriosos mesuraments de la línia de terra usant cintes d'acer invar, material recentment descobert. Amb la longitud de la línia de terra determinada el 1924 els mesuraments es van portar a terme els dos anys següents, obtenint el valor publicat de 299.796±4 km/s. Aquest famós mesurament es va veure perjudicat per uns quants problemes, un dels més importants va ser la foscor produïda pel fum dels incendis forestals, que va ocasionar que la imatge del mirall quedés desenfocada. També és probable que la tasca del Geodetic Survey, amb un error que s'estima en menys d'una milionèsima, quedés compromès per una descolocació dels punts de referència a causa del terratrèmol de Santa Bárbara, Califòrnia, produït el 29 de juny de 1925 (amb una magnitud de 6,3 en l'escala de Richter).

### Michelson, Pease & Pearson,1932
El període que va seguir a 1927 va produir nous mesuraments de la velocitat de la llum mitjançant nous dispositius electro-òptics, tots substancialment inferiors al valor de Michelson de 1926.
Michelson es va dedicar a realitzar més mesuraments, però aquesta vegada en un tub de buit per a evitar la dificultat d'interpretar imatges influenciades pels efectes atmosfèrics. L'any 1930 va iniciar una col·laboració amb Francis G. Pease i Fred Pearson per a portar a terme un mesurament en un tub d'1,6 km a Pasadena. Michelson va morir quan només s'havien realitzat 36 de les 233 sèries de mesuraments, ja que després l'experiment es va veure obstaculitzat per la inestabilitat geològica i per problemes de condensació, arribant-se posteriorment al valor de 299.774±11 km/s, coherent amb els valors electro-òptics prevalents i publicat pòstumament el 1935.

## En la cultura popular

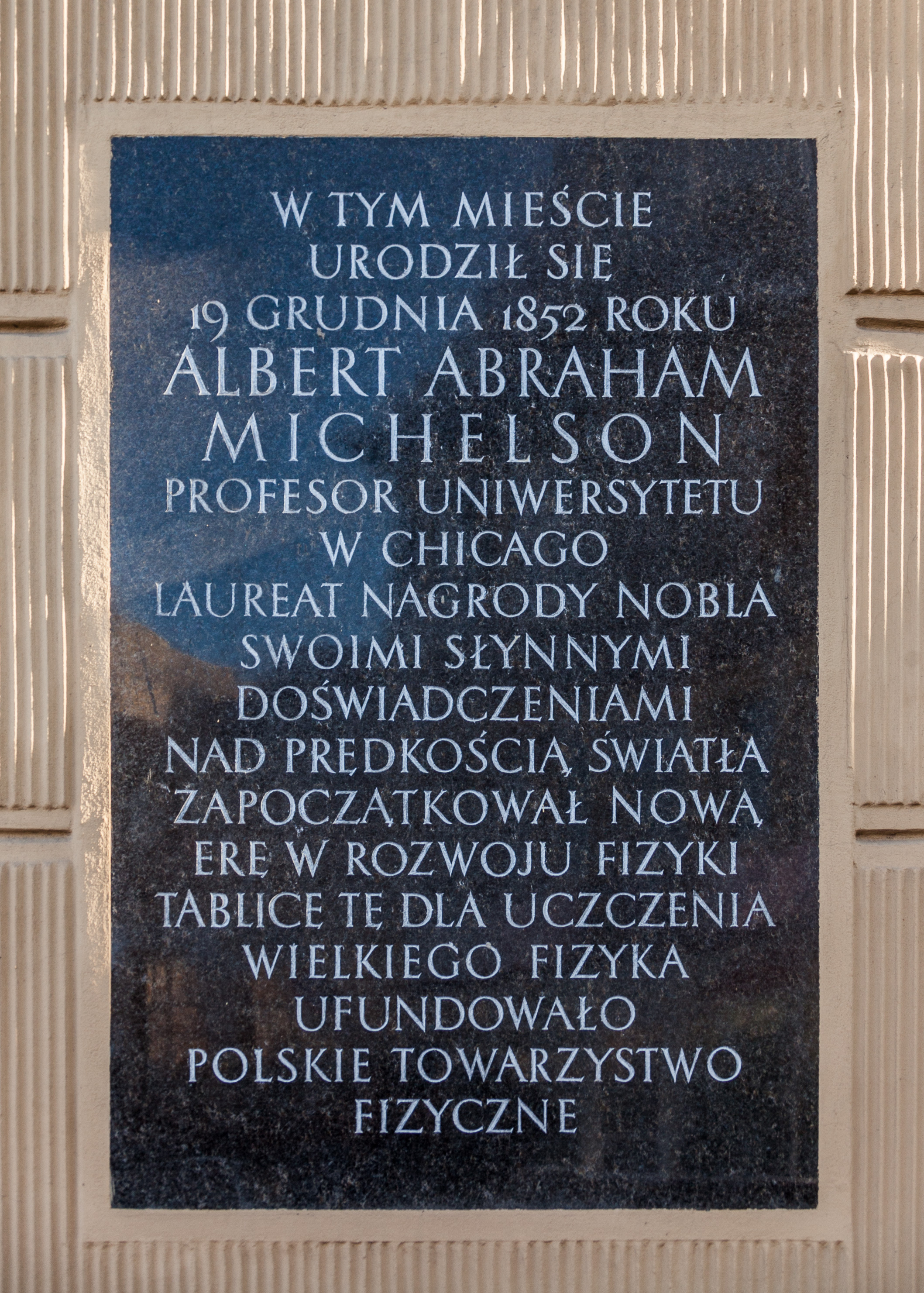
«Albert Abraham Michelson va néixer en aquesta ciutat el 19 de desembre de 1852. Va ser professor de la Universitat de Chicago, premi Nobel, que, amb els seus famosos experiments sobre la velocitat de la llum, va iniciar una nova era en el desenvolupament de la física. Aquesta placa es va col·locar per celebrar al gran físic.» Una placa commemorativa a Strzelno, Polònia, instal·lada per la Societat Polonesa de Física.

- A l'episodi 26 de la temporada 3 de la sèrie de televisió Bonanza (Mira a les estrelles, emès el 18 de març de 1962), Ben Cartwright (Lorne Greene) ajuda un jove de 16 anys anomenat Michelson (interpretat per Douglas Lambert) a obtenir una cita amb l'Acadèmia Naval dels Estats Units, malgrat l'oposició del mestre fanàtic de la ciutat (interpretat per William Schallert). Bonanza transcorre a Virginia City (Nevada) i als voltants, on Michelson vivia amb els seus pares abans de marxar a l'Acadèmia Naval. En una veu en off al final de l'episodi, Greene esmenta el Premi Nobel de Michelson de 1907.
- Norman Fitzroy Maclean va escriure un assaig, Billiards is a Good Game ('El billar és un bon joc'), publicat a The Norman Maclean Reader (O. Alan Weltzien, 2008). Es tracta d'una apreciació de Michelson des del punt de vista de Maclean com un estudiant graduat que el veu regularment jugar al billar.[32]
- La casa on Michelson va viure quan era nen a Murphys Camp, Califòrnia, va ser a la botiga del seu pare, primer a Main Street, davant de l'Hotel Sperry & Perry, i després de l'incendi de 1859 en una botiga al costat de l'hotel. La seva tia Bertha Meyers era propietària d'una casa al carrer principal cap a l'extrem est de la ciutat i probablement Michelson hi visitava la seva família amb freqüència.
- New Beast Theatre Works en col·laboració amb High Concept Laboratories va produir una semi-òpera sobre Michelson, el seu estil de treball obsessiu i el seu efecte en la seva vida familiar. La producció va tenir lloc de l'11 al 26 de febrer de 2011 a Chicago a The Building Stage. Michelson va ser interpretat per Jon Stutzman. L'obra va ser dirigida per David Maral amb música composta per Joshua Dumas.